# Kimiko Shiratori
Kimiko Shiratori (白鳥 公子 Shiratori Kimiko?), är en japansk tidigare fotbollsspelare.
Kimiko Shiratori debuterade för japans landslag den 17 oktober 1984 i en 0–6-förlust mot Italien. Hon spelade 5 landskamper för det japanska landslaget.